# Jason Hoffman
Jason Hoffman (* 28. Januar 1989 in Newcastle, Australien) ist ein australischer Fußballspieler.

## Karriere

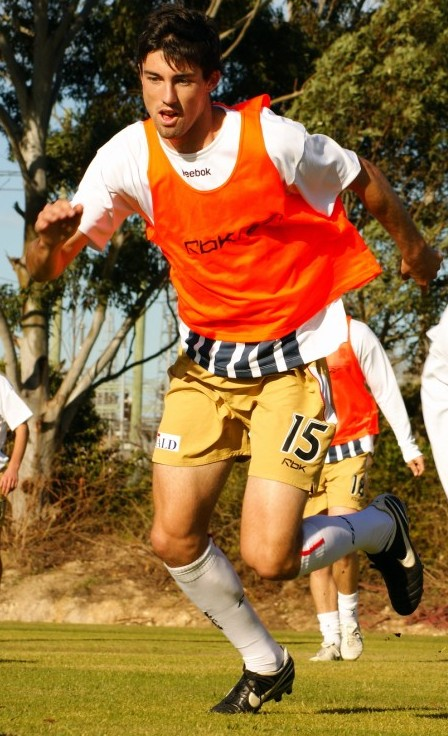
Hoffman bei einer Trainingseinheit (2008)

Hoffman spielte in der Saison 2006/07 für Hamilton Olympic in der Northern New South Wales State Football League, einer regionalen Spielklasse des Bundesstaates New South Wales. Zur Saison 2007/08 wechselte er zum A-League-Klub Newcastle United Jets und kam in seiner ersten Saison überwiegend als Ersatzspieler zu insgesamt 15 Einsätzen, darunter auch beim 1:0-Sieg im Meisterschaftsfinale gegen die Central Coast Mariners. Die Sommerpause verbrachte er am Australian Institute of Sport.
Am 27. September 2008 gegen Adelaide United, dem 6. Spieltag der Saison 2008/09, erlitt Hoffman einen Kreuzbandriss im rechten Knie und fiel für die restliche Saison aus. Sein Comeback gab er im April 2009 in der AFC Champions League. Einen Monat später erzielte er beim Auswärtsspiel gegen den koreanischen Klub Ulsan Hyundai Horang-i den 1:0-Siegtreffer und sorgte damit für den Einzug Newcastles in das Champions-League-Achtelfinale.

## Erfolge
auf Vereinsebene:
- Australischer Meister: 2007/08